# اشبرتون (ویکتوریا)
آشبورتون (به انگلیسی: Ashburton) یک حومه شهر در استرالیا است که در ویکتوریا (استرالیا) واقع شده‌است.